# 4-246-416-02
4-246-416-02 é um agente químico sintético de formulação C32H50Br2N6O6. 